# Parafia Nawiedzenia Najświętszej Maryi Panny w Wabienicach
Parafia Nawiedzenia Najświętszej Maryi Panny w Wabienicach – znajduje się w dekanacie Oleśnica wschód w archidiecezji wrocławskiej. Erygowana w XIV wieku.
Obsługiwana przez księży archidiecezjalnych. Jej proboszczem jest ks. Robert Bajak RM.

## Kościoły
Parafialny:
- Kościół Wniebowzięcia Najświętszej Marii Panny w Wabienicach

Filialne:
- kościół Matki Bożej Różańcowej w Jemielnej
- kościół Narodzenia Najświętszej Maryi Panny w Stroni
- kościół Matki Boskiej Szkaplerznej w Gorzesławiu

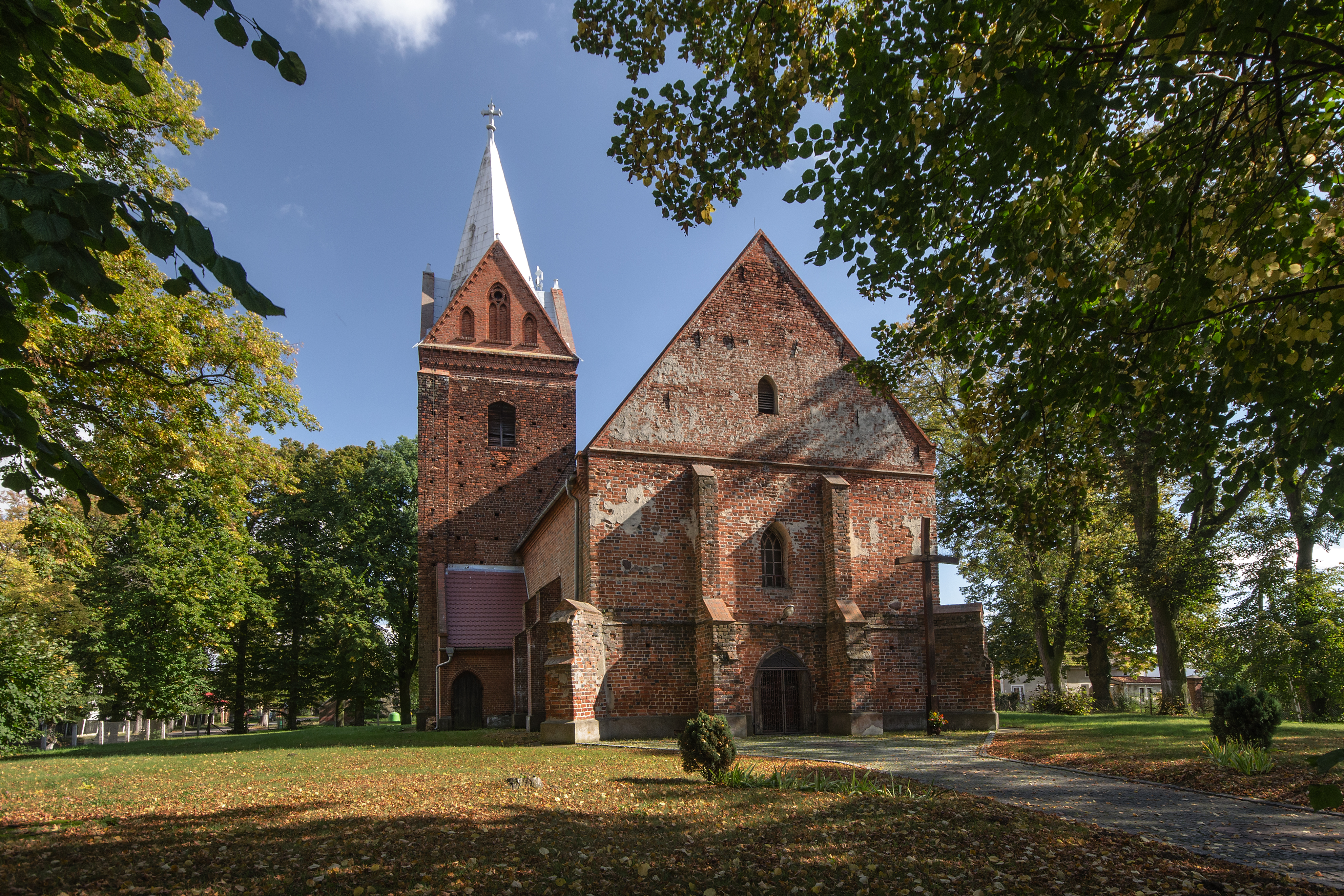
kościół filialny w Gorzesławiu
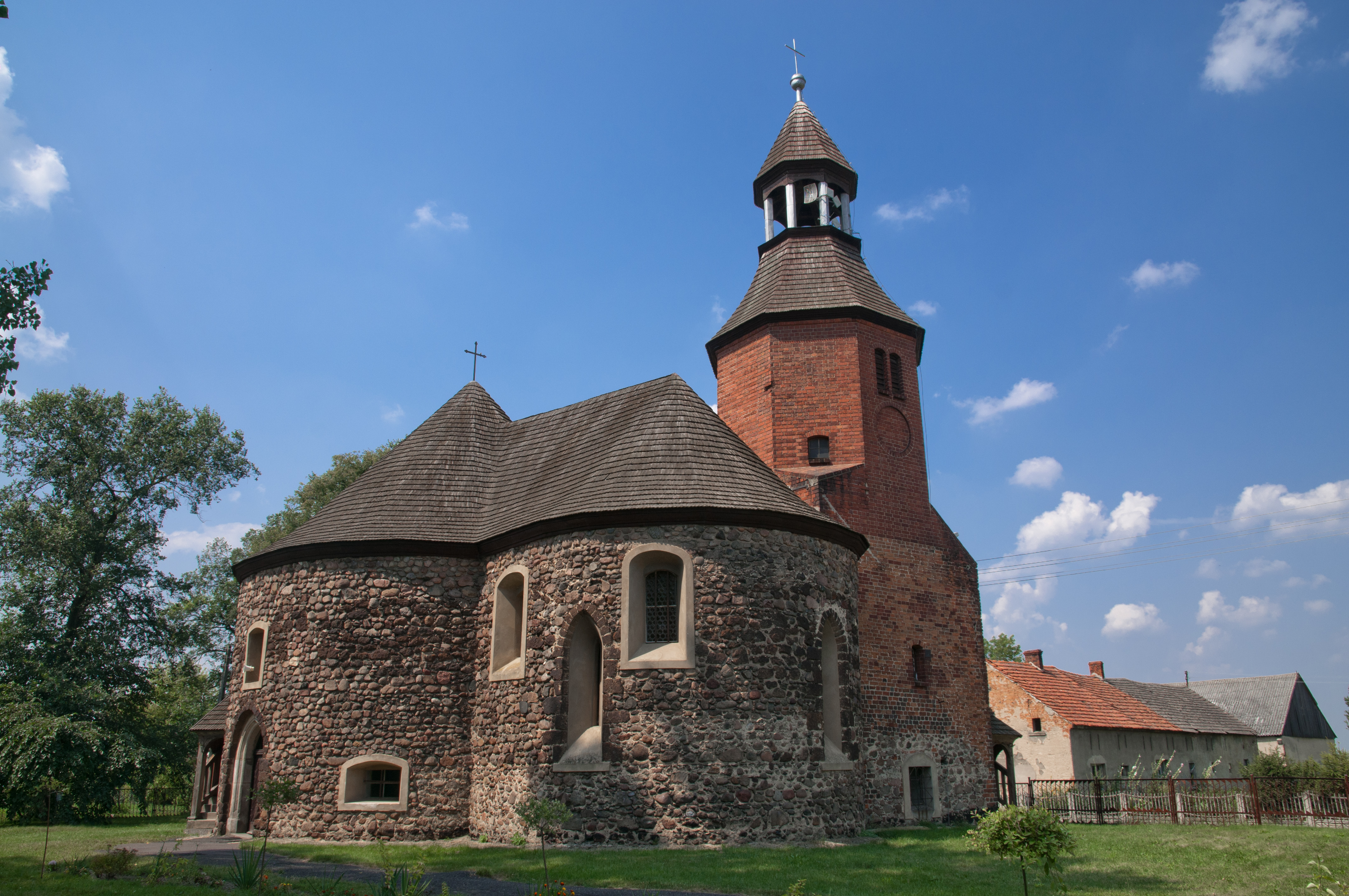
kościół filialny w Stroni

## Parafialne księgi metrykalne
| Księgi metrykalne | Okres ewidencji |
| ----------------- | --------------- |
| chrztów           | 1945 -          |
| ślubów            | 1945 -          |
| zgonów            | 1945 -          |